# Gustav Brockhoff (Bergwerksdirektor)
Gustav Ewald Wilhelm Maria Brockhoff (* 15. August 1862 in Siegen; † 9. September 1940 in Bad Brückenau) war ein deutscher Bergwerksdirektor.

## Leben
Gustav Brockhoff wurde als Sohn des Bergingenieurs Gustav Franz Brockhoff (1825–1896) und dessen Ehefrau Josefine Turnau geboren. Nach dem Abitur am Rivius-Gymnasium Attendorn absolvierte er ein Bergbaustudium an der Rheinischen Friedrich-Wilhelms-Universität Bonn und an der Friedrich Wilhelms-Universität Berlin. Nach dem ersten Staatsexamen (1888) schloss sich das Referendariat an. Mit der Großen Staatsprüfung 1892 wurde er Bergassessor und erhielt 1893 die Stelle des stellvertretenden Berginspektors im saarländischen Dudweiler, wo sich seit Mitte des 19. Jahrhunderts der Sitz des Königlich Preußischen Bergamtes befand. Im Jahr darauf wechselte er zur Kruppschen Bergverwaltung Sayn leitete das umfangreiche Unternehmen, das Alfred Krupp im Jahre 1865 von Preußen erworben hatte.
Für die Wahlperiode vom 1. Oktober 1894 bis zum 30. September 1900 war er Delegierter der Mitgliederversammlung der Knappschafts-Berufsgenossenschaft und nahm am Allgemeinen deutschen Bergmannstag (30. August/1. September 1898 in München) teil.

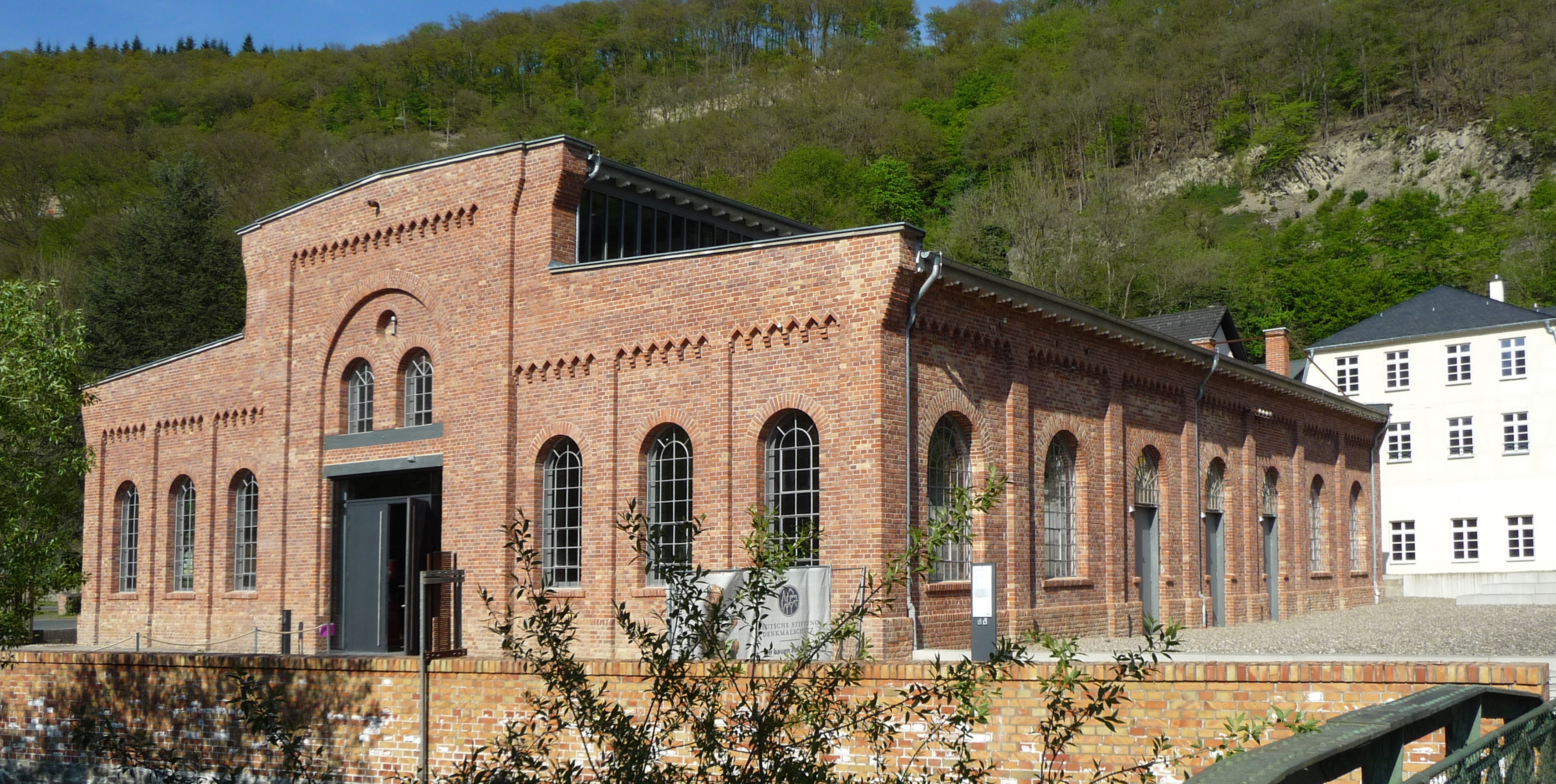
Sayner Hütte, Kruppsche Halle

1907, nach Stilllegung der Hochöfen, übernahm er die Leitung der Gruben in der Verbandsgemeinde Betzdorf-Gebhardshain und wurde dort 1909 zum Bergwerksdirektor ernannt.
1929 wurde Brockhoff in den Ruhestand verabschiedet.

### Familie
Am 11. August 1894 schloss er in Bonn die Ehe mit Julie ´Louise Kley (1866–1910).
Aus der Ehe sind der Sohn Gustav Brockhoff (1895–1957, Senatspräsident des Bundesarbeitsgerichtes) und die Tochter Elisabeth Maria (* 1895, ∞ 1922 Richard Abelein (1891–1973)) hervorgegangen.